# Tratado de Jeddah (1974)
O Tratado de Jeddah de 1974 foi um tratado entre a Arábia Saudita e os Emirados Árabes Unidos, assinado em 21 de agosto de 1974 entre o rei Faiçal da Arábia Saudita e o presidente dos Emirados Árabes Unidos Zayed bin Sultan al Nahayan. O tratado pretendia resolver a disputa fronteiriça entre os sauditas e os emiradenses (incluindo a disputa de Buraimi). A Arábia Saudita ratificou o tratado em 1993, mas os Emirados Árabes Unidos ainda não o ratificaram. A validade jurídica do tratado foi questionada, uma vez que o Catar não foi incluído nas negociações, e o acordo proposto afeta a fronteira do Catar. No entanto, o Catar já havia chegado a um acordo separado em sua fronteira com a Arábia Saudita em dezembro de 1965.
O governo dos Emirados Árabes Unidos contesta o tratado desde 1975 devido a discrepâncias entre o acordo oral antes da assinatura do tratado e o texto final do próprio tratado. O tratado foi considerado favorável ao governo saudita devido à posição enfraquecida de Abu Dhabi após a retirada britânica, o apoio estadunidense à Arabian American Oil Company e a ameaça de intervenção militar saudita em Abu Dhabi na época. Desde então, os Emirados Árabes Unidos têm tentado trazer a Arábia Saudita de volta à mesa de negociações.